# BIBO-Stabilität
BIBO-Stabilität (von englisch bounded input, bounded output), auch Eingangs-/Ausgangs-Stabilität, ist ein Begriff aus der Systemtheorie bzw. Regelungstechnik. Die Stabilität eines Systems ist dann sichergestellt, wenn das Ausgangssignal bei beschränktem Eingangssignal nicht über alle Grenzen anwächst. Stabile Systeme können auf Grundlage der Energieerhaltung physikalisch realisiert werden ohne Sättigungseffekte zu zeigen. 
Zur Definition von Stabilität gibt es verschiedene Methoden, wobei in der Systemtheorie die sogenannte BIBO-Stabilität üblich ist. Es wird dabei eine Einschränkung auf lineare zeitinvariante Systeme, sogenannte LTI-Systeme, in Form von kontinuierlichen und zeitdiskreten Systemen vorgenommen.

## Definition
Ein LTI-System ist dann BIBO-stabil, wenn es auf jede beschränkte Eingangsfunktion {\displaystyle x(t)} bzw. jede beschränkte Eingangsfolge {\displaystyle x[k]} mit einer beschränkten Ausgangsfunktion {\displaystyle y(t)} bzw. mit einer beschränkten Ausgangsfolge {\displaystyle y[k]} reagiert. Eine Funktion ist dann beschränkt, wenn ihr Betrag für alle Zeiten {\displaystyle t} kleiner als eine feste Schranke {\displaystyle M} ist:
{\displaystyle |x(t)|<M<\infty }
Analog dazu genügt eine beschränkte Folge der Bedingung:
{\displaystyle |x[k]|<M<\infty }
Ein System ist dann BIBO-stabil, wenn mit einer endlichen Konstanten {\displaystyle C} gilt:
{\displaystyle |y(t)|<C\cdot M<\infty }
beziehungsweise für diskrete Systeme:
{\displaystyle |y[k]|<C\cdot M<\infty }

## Impulsantwort
Die BIBO-Stabilität eines LTI-Systems lässt sich auch über dessen Impulsantwort ausdrücken, wenn diese absolut integrierbar ist:
{\displaystyle \int _{-\infty }^{\infty }{\left|g(t)\right|\,{\mathord {\operatorname {d} }}t}=\|g\|_{1}<\infty }
Für zeitdiskrete LTI-Systeme gilt analog:
{\displaystyle \sum _{k=-\infty }^{\infty }{\left|g[k]\right|}=\|g\|_{1}<\infty }